# Thiago André
Thiago do Rosário André (Belford Roxo, 4 de agosto de 1995) é um fundista e meio-fundista brasileiro.

## Carreira
Ele representou seu país nos 1.500 metros nos Jogos Olímpicos de 2016 sem avançar da primeira fase. Ele terminou em sétimo nos 800 metros no Campeonato Mundial de Atletismo de 2017, realizado em Londres.
Ele competiu nos Jogos Olímpicos de Verão de 2020.

## Vida Pessoal
André iniciou o atletismo aos 14 anos. É casado com Jéssica Gonzaga e tem um filho Gabriel.

## Resultados em competições
| Ano                  | Competição                                    | Local                  | Posição              | Evento               | Notas                |
| Representando Brasil | Representando Brasil                          | Representando Brasil   | Representando Brasil | Representando Brasil | Representando Brasil |
| -------------------- | --------------------------------------------- | ---------------------- | -------------------- | -------------------- | -------------------- |
| 2012                 | Campeonato Sul-Americano Juvenil de Atletismo | Mendoza, Argentina     | 1st                  | 3000 m               | 8:34.47              |
| 2013                 | Campeonato Panamericano Junior                | Medellín, Colômbia     | 2nd                  | 1500 m               | 3:54.22              |
| 2013                 | Campeonato Panamericano Junior                | Medellín, Colômbia     | 2nd                  | 5000 m               | 14:52.46             |
| 2013                 | Campeonato Sul-Americano Júnior de Atletismo  | Resistência, Argentina | 1st                  | 1500 m               | 3:48.42              |
| 2013                 | Campeonato Sul-Americano Júnior de Atletismo  | Resistência, Argentina | 1st                  | 5000 m               | 14:46.51             |
| 2014                 | Campeonato Ibero-americano de Atletismo       | São Paulo, Brasil      | 2nd                  | 800 m                | 1:45.99              |
| 2014                 | Campeonato Ibero-americano de Atletismo       | São Paulo, Brasil      | 12th                 | 1500 m               | 4:14.27              |
| 2014                 | Campeonato Mundial Júnior de Atletismo        | Eugene, Estados Unidos | 4th                  | 800 m                | 1:46.06              |
| 2014                 | Campeonato Mundial Júnior de Atletismo        | Eugene, Estados Unidos | 4th                  | 1500 m               | 3:42.58              |
| 2015                 | Jogos Pan-Americanos                          | Toronto, Canadá        | 8th                  | 1500 m               | 3:43.71              |
| 2016                 | Jogos Olímpicos de Verão                      | Rio de Janeiro, Brasil | 22nd (h)             | 1500 m               | 3:44.42              |
| 2017                 | Campeonato Mundial de Atletismo               | Londres, Reino Unido   | 7th                  | 800 m                | 1:46:30              |
| 2018                 | Campeonato Ibero-americano de Atletismo       | Trujillo, Peru         | 1st                  | 800 m                | 1:46.73              |
| 2018                 | Campeonato Ibero-americano de Atletismo       | Trujillo, Peru         | 2nd                  | 1500 m               | 3:48.48              |
| 2021                 | Campeonato Sul-Americano de Atletismo         | Guayaquil, Equador     | 1st                  | 800 m                | 1:45.62              |
| 2021                 | Campeonato Sul-Americano de Atletismo         | Guayaquil, Equador     | 1st                  | 1500 m               | 3:37.92              |